# Adorabili amiche
Adorabili amiche (Thelma, Louise et Chantal) è un film del 2010 diretto da Benoît Pétré.
Il film, con protagoniste Jane Birkin, Caroline Cellier e Catherine Jacob, è stato distribuito nelle sale italiane il 15 giugno 2012.

## Trama
Nelly, Gabrielle e Chantal sono tre amiche cinquantenni. Giunge all'improvviso un invito per partecipare al matrimonio di un loro amico di gioventù che, dopo innumerevoli avventure sentimentali, ha deciso di sposarsi. Tutte e tre da giovani erano innamorate di Philippe e almeno due di loro avevano avuto un flirt con lui, che ancora adesso ricordano e (ora) ammettono. Sono indecise se andare o lasciar perdere, ma la curiosità alla fine ha il sopravvento e partono con la Citroën DS di Gabrielle per il viaggio avventuroso.
Durante il tragitto si imbatteranno in situazioni imbarazzanti che riusciranno a risolvere grazie a una sfacciata intraprendenza, unita a una buona dose di autoironia. La meta comunque arriva dopo molti chilometri e soste prolungate e sarà una delusione per tutte e tre che comunque, grazie a questa opportunità, hanno avuto modo di analizzare trent'anni di vita facendo il punto sulle ambizioni giovanili, i rapporti con gli uomini che hanno amato, le amarezze che hanno dovuto affrontare nella vita quotidiana, le delusioni sul posto di lavoro. Hanno anche avuto momenti felici e il bilancio, durante il rientro, è il motivo dominante dell'epilogo.